# تیپ ۵۱ زرهی حضرت حجت

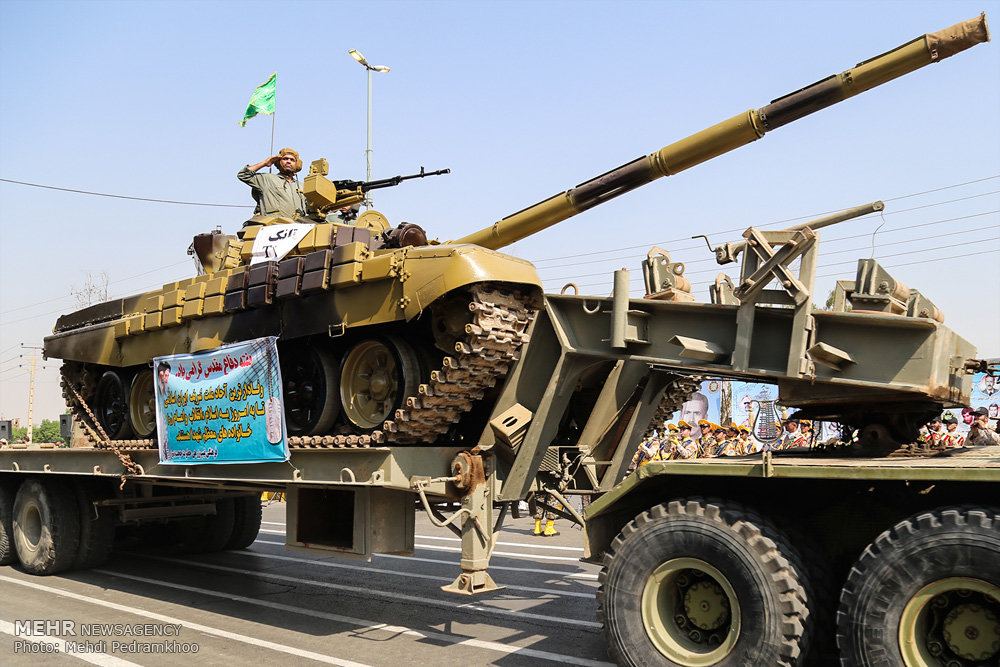
رژه تیپ زرهی حجت در اهواز، سال ۱۳۹۷ روز ارتش

تیپ ۵۱ زرهی حضرت حجت از تیپ‌های زرهی نیروی زمینی سپاه پاسداران انقلاب اسلامی است، که ستاد فرماندهی و پادگان آن در شهر اهواز مستقر می‌باشد. پیشینه شکل‌گیری این یگان به سال ۱۳۶۲ در خلال جنگ ایران و عراق بازمی‌گردد، که به‌عنوان تیپ ۱ زرهی لشکر ۷ ولی عصر فعالیت خود را آغاز کرد. این تیپ در سال ۱۳۸۴ از زیرمجموعه لشکر ۷ خارج شد و به‌عنوان یک تیپ مستقل، تحت امر نیروی زمینی سپاه، تأسیس گردید و نخستین فرمانده آن احمد خادم سیدالشهدا بود. هم‌اکنون سرتیپ دوم پاسدار جواد شمسی فرماندهی تیپ زرهی حجت را برعهده دارد.